# モンテグラナーロ
モンテグラナーロ（伊: Montegranaro）は、イタリア共和国マルケ州フェルモ県にある、人口約13,000人の基礎自治体（コムーネ）。

## 地理

### 位置・広がり
フェルモ県のコムーネ。県都フェルモから北西へ11kmの距離にある。

#### 隣接コムーネ
隣接するコムーネは以下の通り。括弧内のMCはマチェラータ県所属を示す。
- モンテ・サン・ジュスト (MC)
- モンテ・サン・ピエトランジェリ
- モンテ・ウラーノ
- モンテコーザロ (MC)
- モッロヴァッレ (MC)
- サンテルピーディオ・ア・マーレ
- トッレ・サン・パトリーツィオ

### 気候分類・地震分類
モンテグラナーロにおけるイタリアの気候分類 (it) および度日は、zona D, 1908 GGである。
また、イタリアの地震リスク階級 (it) では、zona 2 (sismicità media) に分類される。

## 歴史
2009年、アスコリ・ピチェーノ県北部が分割されてフェルモ県が設置された際に、フェルモ県所属となった。

## 行政

### 分離集落
モンテグラナーロには、以下の分離集落（フラツィオーネ）がある。
- Guazzetti, Santa Leandra, Santa Maria, San Tommaso, Vallone, Villa Luciani, il Torrione

## 経済
紳士靴の専門工房が数多く存在する。

## 姉妹都市
- オッペアーノ、イタリア
- アイエッロ・デル・サーバト、イタリア